# Левица (Словенија)
Левица (словен. Levica) је левичарска политичка странка у Словенији. Основана је 24. јуна 2017. године спајањем три странке левог политичког спектра Словеније, а то су Иницијатива за демократски социјализам, Странка за одрживи развој Словеније и Демократска странка рада.
Политика Левице темељи се на демократском и еколошком социјализму. Странка заговара развијање механизама директне демократије у политичкој и економској сфери.
На парламентарним изборима у Словенији, одржаним 3. јула 2018. године, Левица је освојила 9,29 % гласова, односно 9 од 90 посланичких места.